# 第二次日韩协约
《第二次日韩协约》，又称《第二次韩日协约》、《日韩保护条约》、《乙巳條約》、《乙巳保护条约》、《乙巳五条约》、《乙巳勒约》等，是朝鲜王朝（时称大韩帝国）和大日本帝国于1905年11月签订的不平等条约（日方認定的日期為11月17日，但韓方認定為11月18日，因朝鮮高宗並不同意此條約，未用印，次日才被乙巳五贼用印）。
此条约规定由日本政府掌握大韩帝国的外交权、在大韩帝国设置统监府等。《乙巳條約》的簽訂標誌著附庸國韓國正式成為日本的保護國，事實上就是殖民地。
韓國人認為這是在日本人用武力勒逼下簽訂的，所以韓國人認為是「勒令簽約」，又稱該條約為「乙巳勒約」（：／ Eulsa neugyak）。且當時高宗並不同意用印，而是由李完用、李根澤、李址鎔、朴齊純、權重顯等五名閣臣代為取出國璽後用印。李完用等五人因赞同此條約，被南北韓人民视为卖国贼，合称“乙巳五贼”。

## 另見
- 日韓議定書（1904年）
- 日韓協約（1904、1905、1907）
- 日韩合并条约（1910年）
- 乙巳五贼